# Arthur Mackmurdo

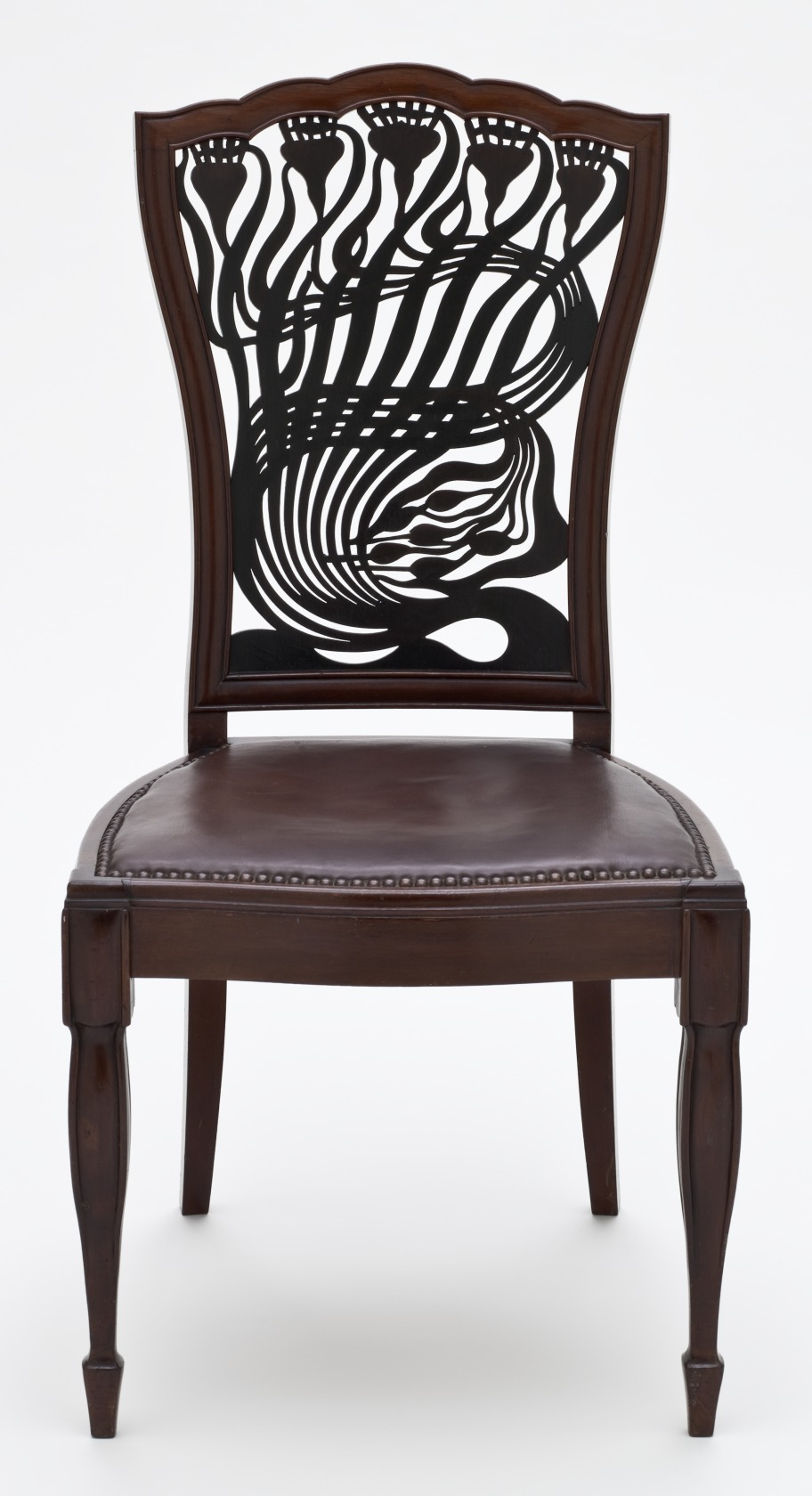
The Los Angeles County Museum of Art y The Huntington Library, Art Collections, and Botanical Gardens, adquirido conjuntamente con fondos aportados por MaryLou Boone, Max Palevsky y Jodie Evans, el Decorative Arts and Design Council, el legado de Frances Crandall Dyke y el Schweppe Art Acquisitions Fund (M.2009.115)

Arthur Heygate Mackmurdo (nacido el 12 de diciembre de 1851, fallecido el 15 de marzo de 1942) fue un arquitecto y diseñador industrial inglés que influyó notablemente en el movimiento de Arts and Crafts a través del Century Guild of Artists (Gremio de Artistas Century) el cual fundó en compañía de Selwyn Image en 1882.
Mackmurdo comenzó su aprendizaje con el arquitecto de estilo arquitectónico neogótico James Brooks en 1868. En 1873 visitó la Escuela de Dibujo de John Ruskin, y acompañó a Ruskin a Italia en 1874. Ese mismo año Mackmurdo abrió –a los 28 años– su propio estudio de arquitectura en Southampton Street, Londres. 
El Century Guild of Artists fue uno de los gremios de artesanos más exitosos de la década de 1880. Ofrecía amueblado completo de casas y edificios y animaba a sus artistas a participar tanto en la producción como en el diseño; el mismo Mackmurdo se encargaba de dirigir distintos trabajos, incluyendo metalistería y ebanistería. 
Arthur Mackmurdo es considerado uno de los arquitectos más antiguos de Art Nouveau, en especial se remarca la importancia de su silla diseñada en 1882 y el grabado para la cubierta del libro "Las primeras iglesias de Wren" de 1883. Ambos ejemplos muestran las líneas ondulantes que habrían de convertirse en sello distintivo del movimiento.
En 1884 fundó la revista The Hobby Horse, que contribuyó a la difusión de la corriente Arts and Crafts en Europa.
Obras destacas de Mackmurdo incluyen las ubicadas en 8 Private Road, Enfield, Londres (1887) y en 25 Cadogan Gardens, Londres (1893-1894).